# Rocketbelt

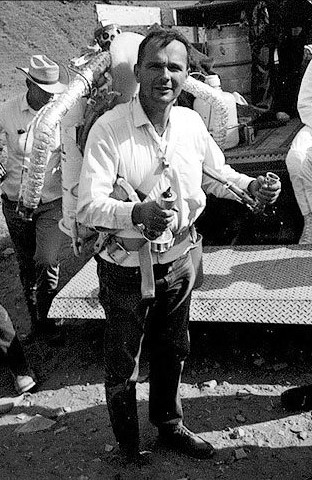
Eugene M. Shoemaker portant un réacteur dorsal (le Bell rocket belt) alors qu'il entraînait des astronautes de la NASA.

Le rocketbelt (en français « ceinture fusée ») est un type de Jetpack, un genre de sac à dos contenant des réservoirs de combustible et un moteur fusée, qui permet de faire voler un homme sans voilure ni ailes, un ultralight avant l'heure. Cette machine a été construite dans les années 1960 aux États-Unis par Wendell F. Moore de Bell Aerospace, pour le compte de l'armée américaine, pour le transport individuel de fantassins.
Synonymes : ceinture fusée, ceinture volante, propulseur individuel, Rocket Belt, Bell Aerosystem Rocket Belt, Jet Belt, Wasp, Williams X-Jet, Williams Aerial Systems Platform, Individual Propulsion Unit.

## Types
Le flux de gaz dans le Bell Rocketbelt original, est fourni par de l'eau oxygénée mais le flux peut aussi être fourni par un turboréacteur spécial, un turbopropulseur ou d'autres sortes de fusées.

## Principe

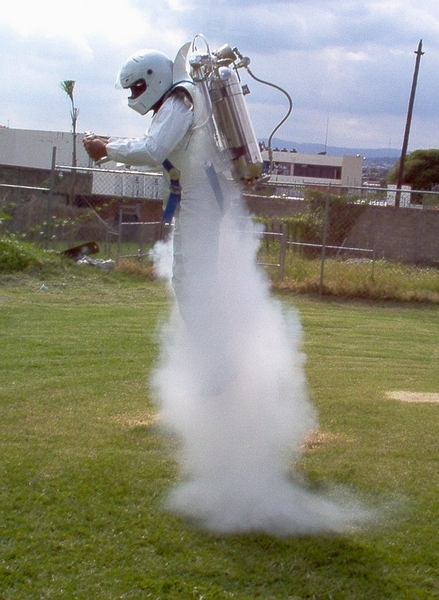
Juan Manuel Lozano utilisant un Rocketbelt

De l'eau oxygénée à plus de 90 %, utilisée comme monergol, arrive dans une chambre de catalyseur (composée de grilles en fil d'argent) où elle se décompose en vapeur d'eau et oxygène à haute température et haute pression. Le gaz produit passe dans deux tuyères latérales et produit la propulsion et le vol. L'utilisateur peut manipuler des poignées pour orienter les tuyères et commander le débit d'eau oxygénée, et ainsi piloter son vol. Des couches isolantes sont appliquées aux tuyères pour éviter la perte de puissance sous forme de chaleur, ainsi qu'à la combinaison du pilote pour le protéger du jet de vapeur à plusieurs centaines de °C. 
On a vu cette ceinture dans quelques films : un James Bond Opération Tonnerre (Thunderball) ainsi que dans le feuilleton de télévision : L'Homme qui tombe à pic (The fall guy) puis une démonstration a été faite à l'ouverture des Jeux olympiques d'été de 1984 à Los Angeles.
Fabriquée en quelques prototypes, le projet a été abandonné à cause de la durée de vol trop courte : environ 25 secondes, pour une consommation d'environ un litre d'ergol par seconde. Le premier rocketbelt se trouve maintenant au National Air and Space Museum.

## Problèmes de principe
L'engin avait plusieurs problèmes de principe. 
Premièrement, il fonctionne sans l'oxygène de l'air, ce qui avait du sens dans une perspective d'usage dans l'espace, mais constitue un handicap pour un usage terrestre : le carburant utilisé, l'eau oxygénée à 90%, libère environ 2,6 MJ/kg alors que par comparaison la combustion dans l'air de carburant aviation habituel libère 43,0 MJ/kg. Cela explique la consommation exagérée de l'engin, de l'ordre de un kilogramme par seconde et plus (soit une puissance d'environ 3 MJ thermique par seconde, c'est-à-dire 3000 kW), d'où résultait inévitablement son autonomie très faible (une fraction de minute).
Deuxièmement, il est très inefficace en terme de poussée produite par unité d'énergie. La poussée est proportionnelle à la masse éjectée, ainsi qu'à la vitesse des gaz, alors que leur énergie est proportionnelle au carré de cette vitesse : de sorte qu'il vaut mieux une grosse masse à une vitesse faible (idéalement, égale à celle de l'engin) qu'une petite masse à très haute vitesse. Et c'est malheureusement dans ce dernier mode que fonctionnait la Rocketbelt : le gaz de propulsion avait une très haute vitesse (1 500 m/s) par rapport à la vitesse du pilote (27 m/s ou 100 km/h). Le rocketbelt produit 1 500 ch[réf. souhaitée]alors que la puissance nécessaire n'est que de 55 ch[réf. souhaitée]. Cet aspect sera un des axe d'amélioration envisagé : l'usage du jet de vapeur, non comme propulsion directe, mais pour actionner un moteur qui aurait entrainé une soufflante (voir plus bas).
Troisièmement, l'eau oxygénée à haute concentration est particulièrement dangereuse et délicate à utiliser. C'est un oxydant puissant qui peut facilement se décomposer (notamment dès que sa température atteint 150°C, ou encore sous l'action catalysante de la plupart des métaux).

## Les machines

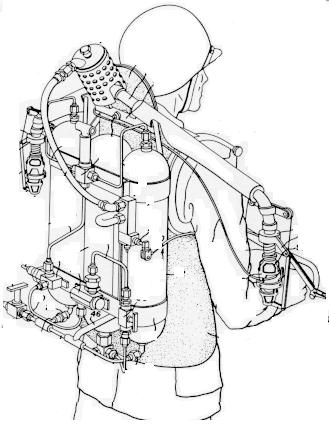
Rocketbelt USP:3;021,095
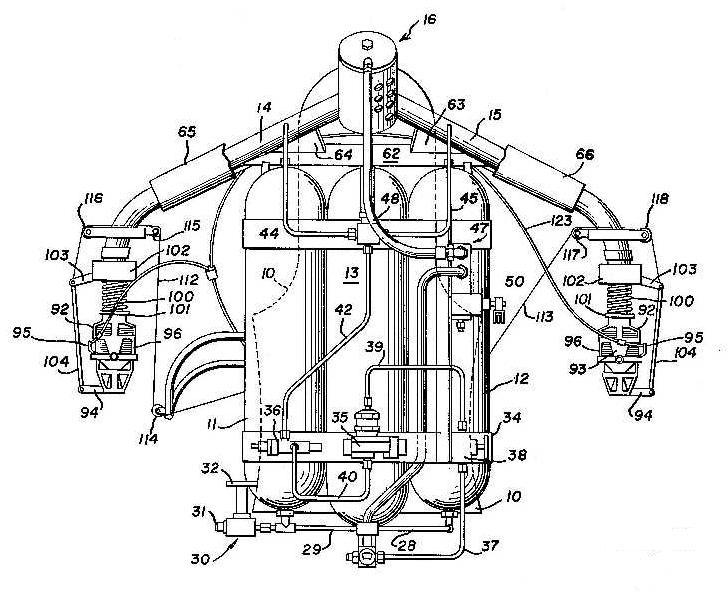
Détail

## Évolution
Une variante a été étudiée — mais jamais construite — par John K. Hulbert, qui aurait fait passer le gaz dans une turbine faisant tourner un ventilateur (turbofan) de 22 cm de diamètre. Ce ventilateur aspire de l'air et l'éjecte à une vitesse moindre, ce qui réduit la perte d'énergie. La puissance est de 150 ch. Le rapport est de 10, ce qui aurait donné en théorie une durée de vol de près de cinq minutes.
D'autres projets ont été étudiés comme de rajouter une voilure style deltaplane, pour finalement donner des paramoteurs.

### Jetbelt
Le rocketbelt utilisant un moteur fusée avec du peroxyde d'hydrogène, ayant une durée de vie trop courte (environ 20 secondes), Bell a étudié un autre système avec des turbines, le jetbelt, vers les années 1966 dans le cadre d'un contrat de trois millions de dollars commandité par l'ARPA (Advanced Research Projects Agency).
Le jetbelt était propulsé avec un petit turboréacteur, le WR19 de Williams Research Corporation. Ce réacteur avait une poussée de 430 livres (195 kg), et était à double flux, avec 30 cm de diamètre et 60 cm de long.
Les premiers essais ont commencé le 7 avril 1969, avec des vitesses de 42 km/h et des temps de vols de cinq minutes. On prévoyait que le développement donnerait des vitesses de 138 km/h, avec des durées de 25 minutes. Le poids à vide de la ceinture de vol était de 56 kg et la masse au décollage brute 161 kg. La capacité de carburant était d'environ 23 litres.
Le 26 janvier 1970, Bell a annoncé que la compagnie avait vendu à Williams Research Corporation, Michigan, tous ses brevets. Williams Research Corporation devenu Williams international, a fait des essais puis a utilisé un plus gros réacteur (WR19-2 et WR19-9) pour faire une plate-forme volante Wasp ou William X-Jet. Finalement les projets ont été abandonnés. Williams international a modifié le réacteur (F107) pour l'utiliser dans les missiles de croisières.

## Renouveau
Initialement étudié pour l'armée pour le transport individuel de fantassins, mais considéré depuis cette époque comme des gadgets inutiles et sports extrêmes, concurrencés à l'époque par l'hélicoptère, les propulseurs individuels (Rocketbelt et Jetbelt) suscitent un regain d'intérêt depuis quelques années. Une association virtuelle s'est créée sur Internet sur ce sujet, regroupant environ 150 personnes, la plupart œuvrant dans d'autres domaines de l'aviation (pilotes d'avion, d'hélicoptère, parachutistes, parapentistes) avec une dizaine de personnes construisant un Rocketbelt ou un Jetbelt.
Le Rocketbelt concrétisait les souhaits de vols individuels avec un appareil de petite taille très mobile, à atterrissage et à décollage vertical. En raison de sa très faible autonomie, il aurait pu être concurrencé par des aéronefs de petites tailles comme les ULM et les paramoteurs mais ceux-ci n'ont pas ses capacités de décollage vertical. Ils permettent bien l'atterrissage vertical, mais ils sont trop instables et sensibles aux turbulences, en zone urbaine et en montagne pour les secours.
Tout reste encore à faire pour un appareil présentant ces caractéristiques.
C'est ce que semble faire récemment le Flyboard Air vu au défilé du 14 juillet 2019.